# Pietro Gismondi
Pietro Gismondi (Roma, 2 dicembre 1913 – Roma, 7 novembre 1986) è stato un giurista italiano.

## Biografia
Tra i "padri fondatori" dell'Università degli studi di Roma Tor Vergata fu, dal 1979 al 1982, il primo rettore dell'Università nonché professore ordinario di diritto ecclesiastico nella facoltà di giurisprudenza della medesima, ruolo precedentemente svolto nell'Università di Macerata. Fu presidente dell'Unione Giuristi Cattolici Italiani (UGCI), nonché vice presidente del Consiglio Superiore del Ministero della Pubblica Istruzione. 
Nel 1987 l'Università degli studi di Roma Tor Vergata gli dedica gli Scritti in memoria di Pietro Gismondi (1987-1991), con contributi di molti degli allievi formatisi sotto il suo insegnamento e di amici giuristi. 
Nel 1999 la facoltà di giurisprudenza dell' Università degli studi di Roma Tor Vergata ha indetto un premio di laurea alla sua memoria. Tra i suoi allievi figurano il Presidente emerito della Corte Costituzionale Cesare Mirabelli e Giuseppe Dalla Torre.

## Opera
Tra la sua vasta produzione scientifica figura il manuale Lezioni di diritto ecclesiastico (1975) nonché le monografie Il diritto della Chiesa dopo il Concilio (1973), L'autonomia delle confessioni acattoliche (1962), Il nuovo giurisdizionalismo italiano (1946), La prescrizione estintiva nel diritto canonico(1939).